# Copelatus latus
Copelatus latus är en skalbaggsart som beskrevs av J. Balfour-browne 1950. Copelatus latus ingår i släktet Copelatus och familjen dykare. Inga underarter finns listade i Catalogue of Life.